# Wasserpalais auf Cosel

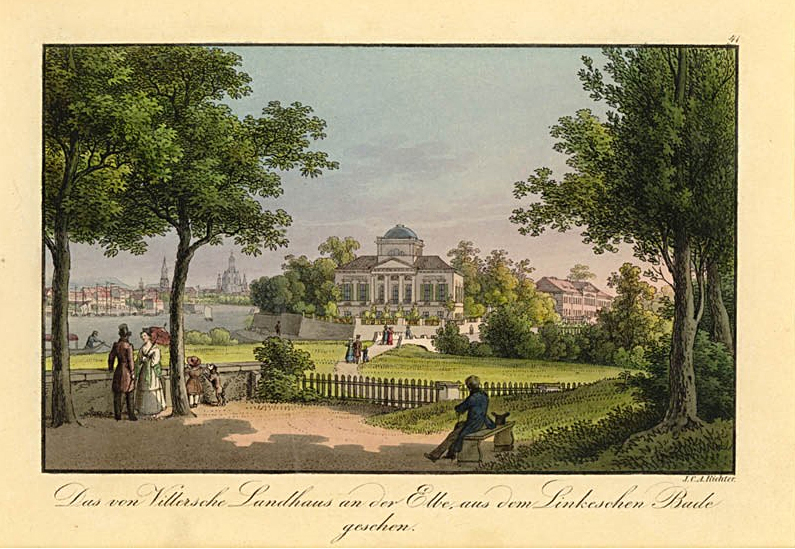
Ehemaliges Wasserpalais bzw. Villersches Landhaus in der Holzhofgasse

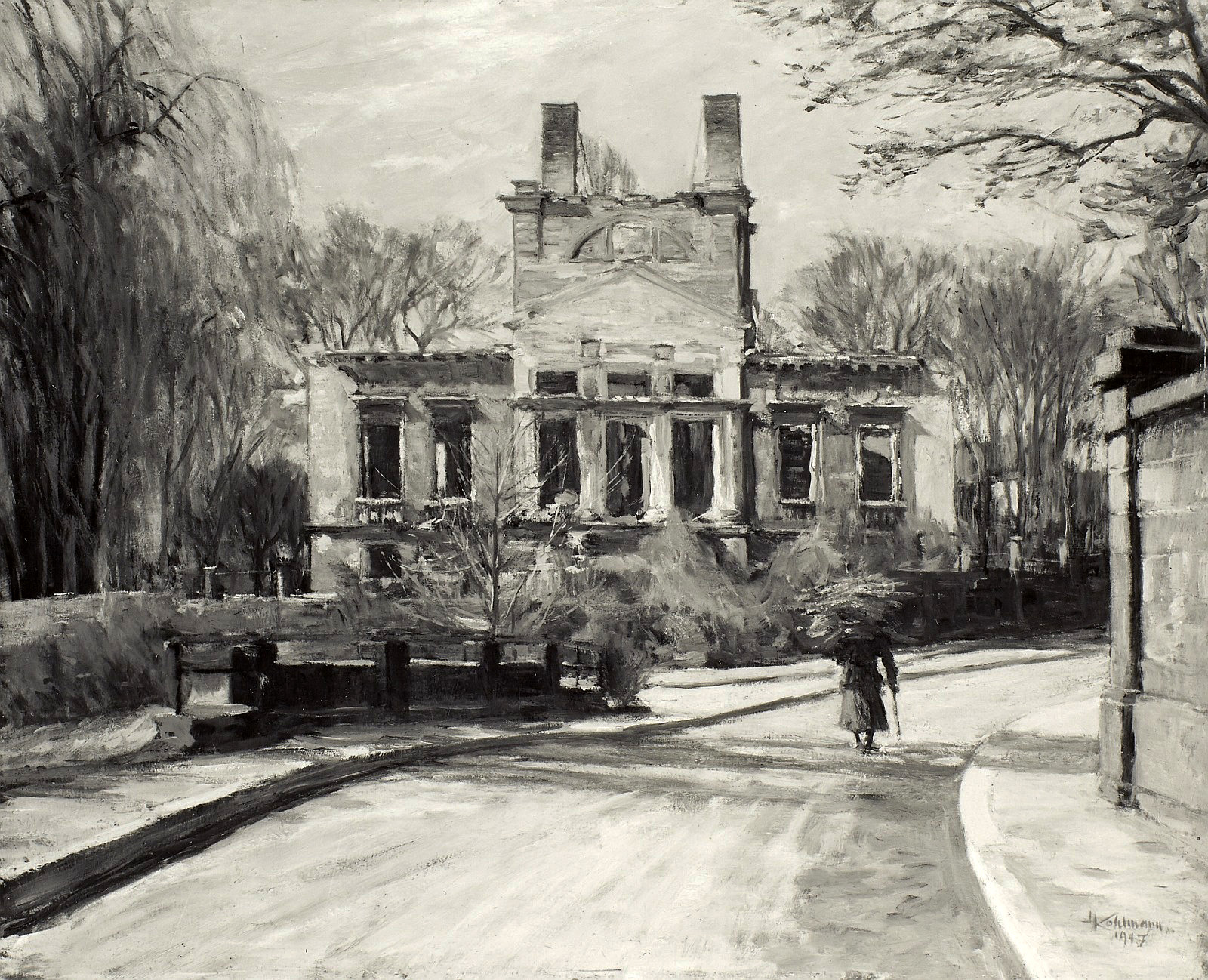
Die zerstörte Villa in einem Bild von Hermann Kohlmann (um 1945/47)

Das Wasserpalais auf Cosel (auch Kuppelvilla genannt) war eine Villa im ehemaligen Coselschen Garten, die 1827 vom Architekten Woldemar Hermann (1807–1878) für Frédéric de Villers errichtet wurde. Es stand in Dresden-Neustadt in der Holzhofgasse 12 (direkt an der Prießnitz-Mündung in die Elbe) und wurde auch als Villersches Landhaus oder Villers Villa bezeichnet. Es wurde ab 1927 von der Diakonissenanstalt Dresden als Krankenpflegeschule genutzt.
Das Palais ist beim Bombenangriff auf Dresden im Februar 1945 ausgebrannt und wurde 1965 abgetragen.
Etwa zeitgleich wurde von Woldemar Hermann auch das danebenliegende Schwanenhaus für de Villers errichtet.
Frédéric de Villers (1770–1846) war als Sprachlehrer für Französisch an der Dresdner Kadettenanstalt beschäftigt.

## Bau
Die Kuppelvilla war ein eingeschossiger Bau über einem hohen Souterrain, mit 7 Achsen (davon 3 im Mittelrisalit), Walmdach und einer Kuppel über einem quadratischen Unterbau mit Tambour. Im Mittelrisalit war ein von vier Säulen getragener Flachgiebel angeordnet. Vorbilder für diesen klassizistischen Bau waren englische Villen und oberitalienische Palladio-Villen des Architekten Andrea Palladio (1508–1580). Ein direkter Bezug besteht zur Villa Chiswick House in London-Chiswick.